# Sir Douglas Quintet
Sir Douglas Quintet byla americká rocková skupina, aktivní v letech 1965 až 1973. Své první studiové album s matoucím názvem The Best of the Sir Douglas Quintet skupina vydala v roce 1966. V roce 2006 byla skupina nominována do Rock and Roll Hall of Fame, ale neuspěla.